# Chemise hawaïenne

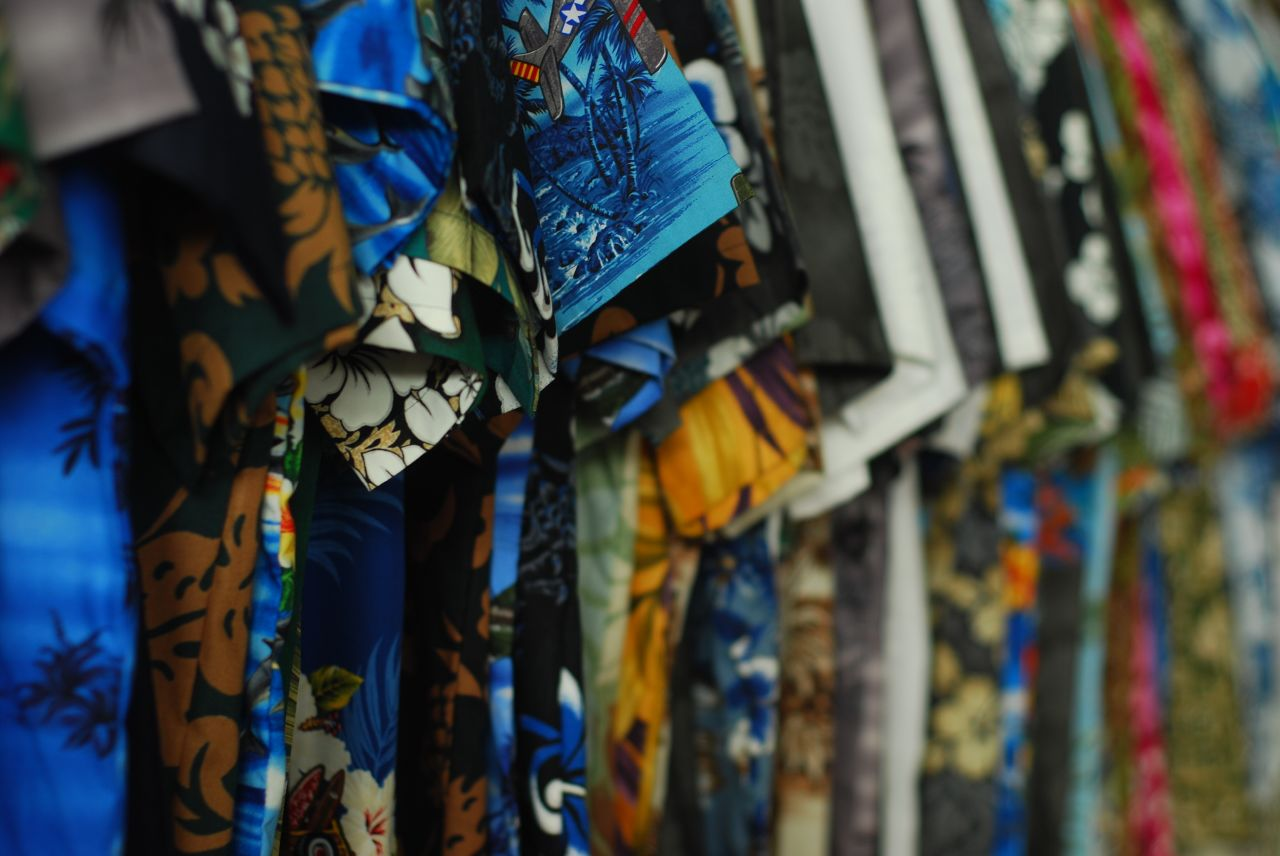
Assortiment de chemises hawaïennes dans un magasin à Papeete.

La chemise hawaïenne ou chemise Aloha, est un vêtement masculin typique, une chemise à manches courtes et col évasé, qui est originaire des îles Hawaï. Elle connaît son heure de gloire après guerre puis dans les années 1980. 

## Histoire

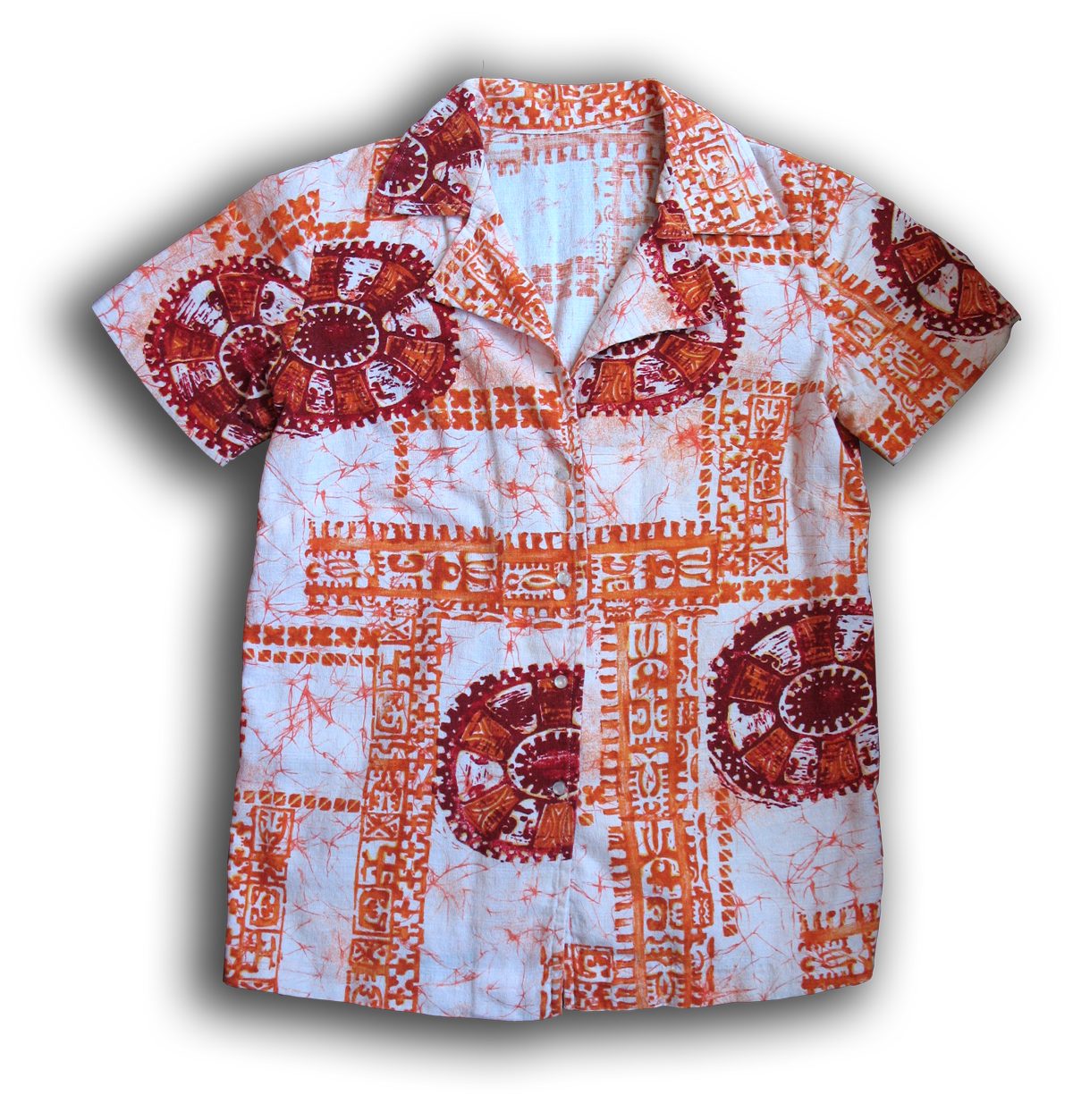
Un modèle vintage de chemise hawaïenne.

Bien qu'incertaines, les origines de la chemise hawaïenne remonteraient à la fin du XIXe siècle lorsque des migrants japonais arrivent à Hawaï pour servir de main-d’œuvre dans les champs de canne à sucre. Ils apportent avec eux le tissu traditionnel tapa ; ils travaillent torse nu dans les champs, ce qui choque les missionnaires chrétiens, qui leur imposent le port d'une chemise en coton avec des boutons de nacre ou cocotier, une « palaka », à laquelle sont ajoutées des fleurs locales ainsi que des décorations habituellement présentes sur les kimonos.
Localement appelée chemise aloha (aloha shirt) en référence à l'aloha hawaïen, cette chemise apparaît vers 1905 dans la boutique d'un immigré japonais qui la confectionne avec du tissu à kimono. Sous sa forme contemporaine, les sources retiennent les années 1920 comme date de naissance de ce style de chemise. 
Purement cantonnées à l'île, c'est dans les années 1930 que les premières chemises se répandent à Hawaii puis sur le continent américain. En 1935, une publicité pour ce genre de chemise est publiée sur l'île par un journal local. Elle est diffusée aux États-Unis par les touristes et militaires revenant de l'île, régulièrement portée avec un chino. Jamais rentrée dans le pantalon, elle est signe de décontraction. Elle reste d'abord utilisée par les surfeurs ou les plagistes. Au départ très traditionnelle dans ses motifs, elle mélange alors des idées plus occidentales ou venant de la culture populaire à la demande des clients, tel des iconographies inspirées du surf ou des paysages.
Après la Seconde Guerre mondiale, un habillement plus décontracté s'impose : le casual wear devient une tendance forte et cette chemise se répand dans le monde entier. Le président Harry S. Truman se fait photographier en 1951 en chemise hawaïenne ornée d'oiseaux et apparaît en couverture de Life,. Elle est mise en valeur en 1959 lorsque le territoire d'Hawaï devient le 50e État de l'Amérique, dès les années 1960 : elle devient le symbole de la mode tiki qui se répand, avec colliers à fleurs et ukulélé devenant presque un indispensable des week-ends américains. L'album Blue Hawaii d'Elvis Presley sort en octobre 1961. Il s'agit de la bande originale du film Sous le ciel bleu de Hawaï, dont Presley tient le premier rôle. La chanson du même nom Blue Hawaii est un grand succès et Presley, portant des chemises hawaïennes, est un des facteurs importants de la visibilité de cette chemise qui est alors popularisée dans le monde entier. Celles-ci sont fabriquées par Alfred Shaheen (en), qui a monté son affaire de confection en 1948. Après cette décennie, elle disparaît peu à peu.
Elle marque un retour fort aux environs des années 1980. Tom Selleck concourt ensuite, grâce à son personnage dans la série Magnum, à personnaliser l'esprit de la chemise hawaïenne. Elle a aussi été illustrée en France par les chanteurs Antoine ou Carlos et associée à l'émergence du surf ou au mouvement hippie dans les années 1970-1980 ou plus récemment par le youtubeur Joueur du Grenier qui, pendant chaque émission, porte toujours une chemise jaune à palmiers verts. Al Pacino est en chemise hawaïenne dans Scarface (1983). Ces années-là, elle est alors produite en quantité. Lors de la décennie suivante, Leonardo DiCaprio en porte une dans Roméo + Juliette sorti en 1996, Johnny Depp dans Las Vegas Parano deux ans plus tard, mais aussi Dane DeHaan dans Valérian diffusé en 2017. Puis elle symbolise une certaine forme de ringardise dans les années 1990-2000. Quelques années plus tard, elle fait un retour remarqué et revient à la mode dans la tendance largement inspirée des années 1980. La marque Valentino l'intègre dans sa collection « Hawaï » de 2016 puis Balenciaga présente en juin 2017 à Paris sa collection « Dad Wear », plusieurs chemisettes aux imprimés tropicaux sont présentées ; mais également Paul Smith, Michael Kors, Kenzo ou Vuitton ou portée par certaines personnalités du spectacle ou de la musique. Son image caricaturale apporte la « fantaisie » aux créations des stylistes qui sont nombreux à s'en inspirer. De plus, elle véhicule une image de « détente, […] de voyage, de vacances, d'exotisme ». Majoritairement masculine, elle est également parfois portée par les femmes.
Elle reste une institution à Hawaï, où sa production représente un revenu considérable. Les marques leader ou de référence sont la japonaise Sun Surf et l'hawaïenne Reyn Spooner (en).
En 2020, la chemise hawaïenne est la tenue préférentielle d'un mouvement d'extrême droite américain qui se fait appeler le mouvement Boogaloo, du fait de l'homophonie entre ce nom et « big lūʻau ».

## Description
La chemise hawaïenne est en coton, manches courtes, col échancré, taille courte. Ses boutons sont en bois de coco ou en nacre. Ses motifs sont variés, avec une prédominance pour les décorations végétales, les vues de plage, cocotiers, animaux marins, etc., toujours très colorés. Des motifs à la limite de l'abstraction sont aussi possibles. La coupe reste systématiquement très large car le tissu tient chaud.